# Macbeth (opera)
Macbeth è la decima opera lirica di Giuseppe Verdi. Il libretto, tratto dal Macbeth di William Shakespeare, fu firmato da Francesco Maria Piave.
Dopo l'iniziale successo, il 14 marzo 1847, al Teatro della Pergola di Firenze, l'opera cadde nel dimenticatoio, e in Italia fu riportata in auge con strepitoso successo al Teatro alla Scala il 7 dicembre 1952, con Maria Callas nei panni della protagonista femminile. Da allora è entrata stabilmente in repertorio.

## Cast della prima recita e rappresentazioni
Gli interpreti e gli artisti coinvolti nella prima del 1847 furono i seguenti:

| Personaggio          | Vocalità     | Interprete della prima assoluta 14 marzo 1847, Firenze (direttore Giuseppe Verdi) | Interprete della seconda versione 19 aprile 1865, Parigi (direttore Adolphe Deloffre) |
| -------------------- | ------------ | --------------------------------------------------------------------------------- | ------------------------------------------------------------------------------------- |
| Macbeth              | baritono     | Felice Varesi                                                                     | Jean-Vital Jammes                                                                     |
| Banco                | basso        | Nicola Benedetti                                                                  | Jules-Émile Petit                                                                     |
| Lady Macbeth         | soprano      | Marianna Barbieri-Nini                                                            | Amélie Rey-Balla                                                                      |
| Dama di Lady Macbeth | mezzosoprano | Faustina Piombanti                                                                | Madame Mairot                                                                         |
| Macduff              | tenore       | Angelo Brunacci                                                                   | Jules-Sébastien Monjauze                                                              |
| Malcolm              | tenore       | Francesco Rossi                                                                   | Auguste Huet                                                                          |
| Medico               | basso        | Giuseppe Romanelli                                                                | Prosper Guyot                                                                         |
| Domestico di Macbeth | basso        | Giuseppe Romanelli                                                                | Monsieur Péront                                                                       |
| Sicario              | basso        | Giuseppe Bertini                                                                  | Monsieur Caillot                                                                      |
| Araldo               | basso        | Giuseppe Bertini                                                                  | Monsieur Gilland                                                                      |

La prima rappresentazione della versione 1865 con versi italiani ebbe luogo al Teatro alla Scala di Milano il 28 gennaio 1874.

## Trama

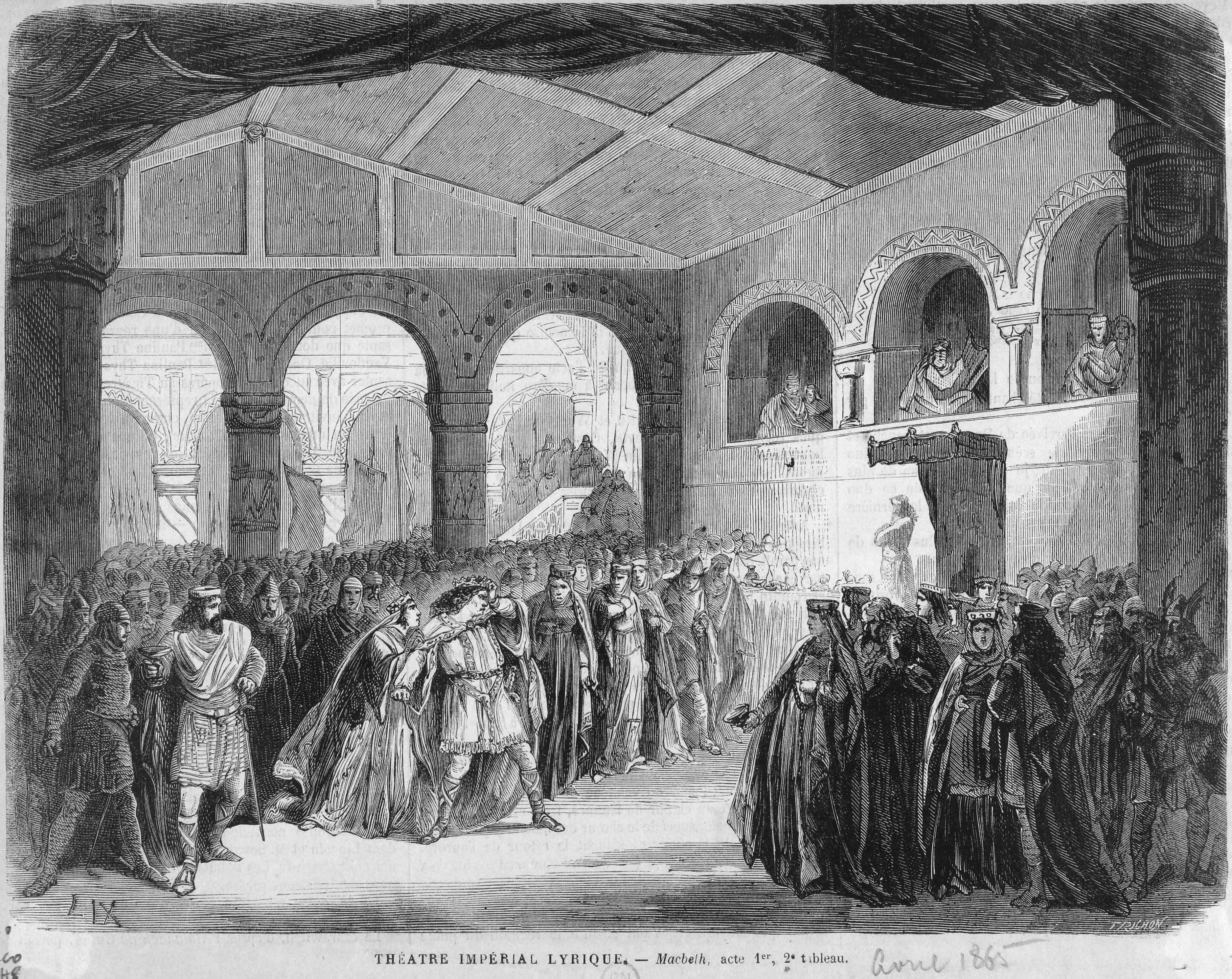
Scene del primo atto al Teatro Lyrique, 1865.

### Atto I
In Scozia, nell'XI secolo, Macbeth e Banco sono di ritorno da una vittoriosa battaglia contro i rivoltosi. Incontrano alcune streghe che fanno loro una profezia: Macbeth sarà signore di Cawdor e in seguito re di Scozia, mentre la progenie di Banco salirà al trono. Parte della profezia si avvera subito. Giunge infatti un messaggero che comunica a Macbeth che re Duncan gli ha concesso la signoria di Cawdor. Venuta a conoscenza della profezia delle streghe, l'ambiziosa Lady Macbeth incita il marito a uccidere il re.

### Atto II
Del delitto viene incolpato il figlio di Duncan, Malcolm, che si trova costretto a fuggire in Inghilterra. Ora che Macbeth è re di Scozia, la moglie lo convince a liquidare Banco e soprattutto il figlio di costui, Fleanzio, nel timore che si avveri la seconda parte della profezia. I sicari di Macbeth assassinano Banco in un agguato, ma Fleanzio riesce a fuggire. Durante un banchetto a corte, Macbeth è terrorizzato dall'apparizione del fantasma di Banco.

### Atto III
Inquieto, Macbeth torna dalle streghe per interrogarle. Il verdetto è oscuro: egli resterà signore di Scozia fino a quando la foresta di Birnam non gli muoverà contro, e nessun "nato di donna" potrà nuocergli. Lady Macbeth, intanto, lo incita a uccidere la moglie e i figli del nobile profugo Macduff che, insieme a Malcolm, sta radunando in Inghilterra un esercito per muovere contro Macbeth.

### Atto IV
L'esercito invasore giunge segretamente al comando di Malcolm e Macduff. Giunti nei pressi della foresta di Birnam, i soldati raccolgono i rami degli alberi e con questi avanzano mimetizzati dando l'impressione che l'intera foresta si avanzi (come nella profezia). Lady Macbeth, nel sonno, è sopraffatta dal rimorso e muore nel delirio. Macbeth, rimasto solo, fronteggia l'invasore, ma è ucciso in duello da Macduff, l'uomo che, venuto al mondo con una sorta di parto cesareo, avvera la seconda parte del vaticinio ("nessun nato di donna ti nuoce").

## Caratteristiche generali

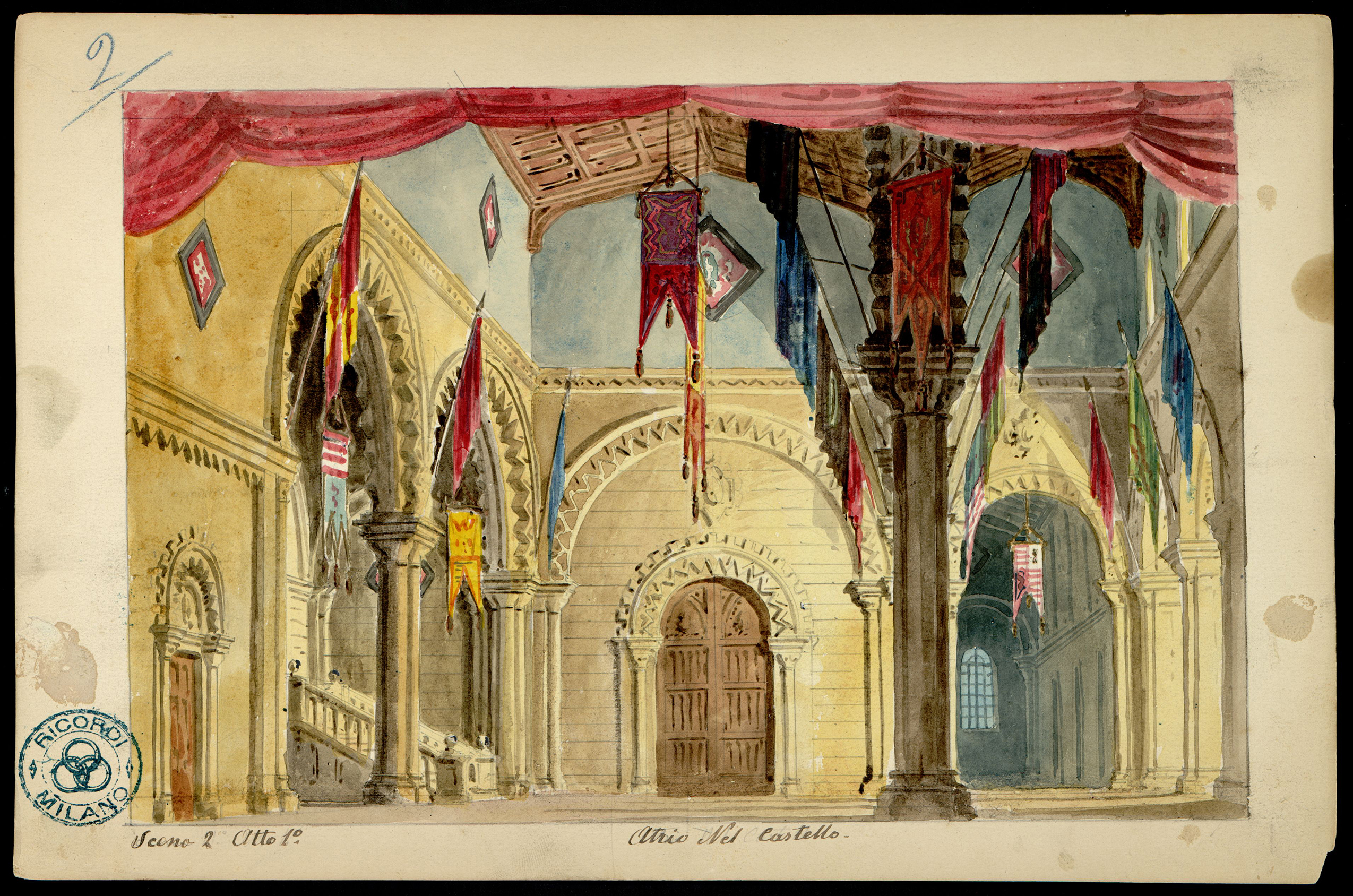
Atrio nel Castello, bozzetto per Macbeth atto 1 scena 2 (1874).

La complessa struttura del dramma shakesperiano in cinque atti fu sintetizzata da Francesco Maria Piave, non senza difficoltà, in una struttura in quattro atti che prevede numerosi cambi di scena e scenari variegati, con ben due scene ambientate nel bosco (introduzione dell'atto primo e finale ultimo). Il lavoro di Piave fu rivisto da Andrea Maffei e il risultato finale mostra una notevole aderenza al testo di Shakespeare.
In questa opera Verdi appare ancora legato alle forme tradizionali. L'azione drammatico-musicale si sviluppa infatti attraverso pezzi chiusi. Non mancano tuttavia scene dalla struttura meno segmentata, come la celebre aria del sonnambulismo di Lady Macbeth.
La distinzione tra i personaggi positivi (Malcolm, Macduff, Banco) e la coppia malvagia dei protagonisti si riflette nello stile di canto, spianato e nobile per i primi, incline ad una declamazione drammatica e cupa (inclusi alcuni effetti di sottovoce) per i secondi.

## Personaggi

### Lady Macbeth
Lady Macbeth è il personaggio psicologicamente più sfaccettato: è malvagia, ma al tempo stesso fragile e compassionevole. È lei a spingere Macbeth, di per sé ignavo, verso la serie di efferati delitti che lo portano al trono. 
Verdi affidò il ruolo a un soprano drammatico d'agilità, mantenendosi spesso nell'ambito di una tessitura media: alla cantante sono richieste potenza e agilità insolite, una notevole estensione e tenuta nel registro grave e una tecnica inappuntabile (basti pensare al re bemolle sovracuto nella scena del sonnambulismo, da eseguire "con un fil di voce"). Se si eccettua l'aria del primo atto «Vieni! t'affretta», con la brillante cabaletta «Or tutti sorgete», la sua musica ha un tono lugubre e inquietante. Si narra che Verdi, per la prima dell'opera, dicesse che la Lady dovesse avere voce sgradevole e strisciare sul palcoscenico, con caratteri più da demone che da donna.
Tra le più famose Lady spiccano Maria Callas,Elena Souliotis,Mara Zampieri, Leyla Gencer, Birgit Nilsson, Shirley Verrett, Grace Bumbry, Ghena Dimitrova, Dīmītra Theodossiou

### Macbeth
Macbeth è invece un virile baritono a cui vengono affidate pagine brillanti e insieme di estrema introspezione (vedi il duetto Due vaticini e l'aria finale Pietà, rispetto, amore) che Verdi evidenzia con un'accurata notazione sul rigo musicale a lui relativo.

### Le streghe
Fra i gruppi di cui sopra si interpongono le streghe che sono i mezzi del fato. Le loro apparizioni sono due all'inizio dell'atto primo, nell'Introduzione, dove assumono dei caratteri grotteschi e quasi ironici e nell'atto terzo, dove invece sono le misteriose artefici del fato con lugubri toni e tuttavia grande grazia e sensibilità si richiede alle cantanti nel coretto ballabile "Ondine e silfidi".
Molto curioso è il fatto che i tre gruppi di streghe (uno per ciascuna strega dell'originale) mantengano l'"io" dell'originale in luogo di "noi", ciò che potrebbe suggerire che nelle menti del librettista e del compositore le streghe in scena dovrebbero essere fisicamente solo tre, ma suonare come sei (Verdi aveva previsto un coro di diciotto streghe).

## Edizione francese
L'edizione definitiva dell'opera, portata a compimento da Verdi nel 1865 in Francia, presenta diverse innovazioni rispetto alla prima redazione con modifiche di numerosi passi, tagli di altri e alcune riscritture ex novo. Di seguito le aggiunte più significative:
- L'aria di Lady Macbeth La luce langue, nel secondo atto che sostituisce la cabaletta della versione del 1847 Trionfai! securi alfine;
- L'ampia sezione ballabile nel terzo atto. Esso rappresenta probabilmente la più bella incursione di Verdi nel regno della danza, caro al melodramma francese, unendo la consueta perizia teatrale ad una solida scrittura sinfonica, che si rivela anche con l'uso di quasi tutti i timbri dell'apparato orchestrale;
- Il dialogo fra Lady Macbeth e Macbeth alla fine del terzo atto, sostituzione della precedente aria di Macbeth Vada in fiamme,e in polve cada;
- Il coro (testo compreso) Patria oppressa del quarto atto;
- Il finale del quarto atto.

## Brani famosi
- Preludio
- Vieni! t'affretta, cavatina di Lady Macbeth (atto I)
- Di destarlo per tempo il re m'impose, Finale Atto I
- La luce langue, romanza di Lady Macbeth (atto II - seconda versione)
- Come dal ciel precipita aria di Banco (atto II)
- Si colmi il calice, brindisi (atto II)
- Ondine e Silfidi, coro delle Streghe (atto III)
- Patria oppressa!, coro di profughi scozzesi (atto IV)
- O figli, o figli miei... Ah, la paterna mano, aria di Macduff (atto IV)
- Una macchia è qui tuttora (scena del sonnambulismo), aria di Lady Macbeth (atto IV)
- Pietà, rispetto, amore aria di Macbeth (atto IV)

## Numeri musicali
La suddivisione presentata di seguito si riferisce alla versione del 1865. Nella versione precedente, del 1847, l'aria del secondo atto, scena seconda, di Lady Macbeth è Trionfai! securi alfine; il finale del terzo atto, anziché al duetto tra Lady e Macbeth, è affidato a un'aria di Macbeth, Vada in fiamme e in polve cada; il finale dell'opera prevede la morte in scena di Macbeth (Mal per me che m'affidai).

### Atto I
- 1 Preludio
- 2 Introduzione
  - Coro Che faceste? dite su! (Streghe) Scena I
  - Scena Giorno non vidi mai sì fiero e bello! (Macbeth, Banco, Streghe, Messaggeri) Scena II-III
  - Duetto Due vaticini compiuti or sono... (Macbeth, Banco) Scena III
  - Coro S'allontanarono! - N'accozzeremo (Streghe) Scena IV
- 3 Cavatina di Lady Macbeth
  - Scena Nel dì della vittoria io le incontrai... (Lady) Scena V
  - Cavatina Vieni! t'affretta! (Lady) Scena V
  - Tempo di mezzo Al cader della sera il re qui giunge (Servo, Lady) Scena VI
  - Cabaletta Or tutti sorgete, ministri infernali (Lady) Scena VII
- 4 Recitativo e Marcia
  - Scena Oh donna mia! - Caudore! (Macbeth, Lady) Scena VIII
  - Marcia Scena IX
- 5 Gran Scena e Duetto
  - Gran Scena Sappia la sposa mia (Macbeth, Lady) Scena X-XI-XII-XIII
  - Duetto Fatal mia donna! un murmure (Macbeth, Lady) Scena XIII
  - Tempo di mezzo Allor questa voce m'intesi nel petto (Macbeth, Lady) Scena XIII-XIV-XV
  - Cabaletta Vieni altrove! ogni sospetto (Lady, Macbeth) Scena XV
- 6 Finale I
  - Scena Di destarlo per tempo il re m'impose (Macduff, Banco, Lady, Macbeth) Scena XVI-XVII-XVII-XIX
  - Sestetto Schiudi, inferno, la bocca, ed inghiotti (Macduff, Banco, Lady, Macbeth, Malcolm, Dama, Coro) Scena XIX

### Atto II
- 7 Scena e Aria di Lady Macbeth
  - Scena Perché mi sfuggi, e fiso (Lady, Macbeth) Scena I
  - Aria La luce langue... il faro spegnesi (Lady) Scena II
- 8 Coro di Sicari e Scena di Banco
  - Coro Chi v'impose unirvi a noi? (Sicari) Scena III
  - Scena Studia il passo, o mio figlio!... (Banco) Scena IV
  - Adagio Come dal ciel precipita (Banco) Scena IV
- 9 Convito, Visione, Finale II
  - Convito Salve, o re! - Voi pur salvète (Coro, Macbeth, Lady) Scena V
  - Brindisi Si colmi il calice (Lady, Coro) Scena V
  - Tempo di mezzo Tu di sangue hai brutto il volto (Macbeth, Sicario) Scena VI
  - Apparizione e Brindisi Che ti scosta, o re mio sposo (Lady, Macbeth, Coro) Scena VII
  - Quartetto Sangue a me quell'ombra chiede (Macbeth, Lady, Macduff, Dama, Coro) Scena VII

### Atto III
- 10 Coro d'Introduzione
  - Incantesimo Tre volte miagola la gatta in fregola (Streghe) Scena I
- 11 Ballo
- 12 Scena delle Apparizioni e Finale III
  - Scena Finché appelli, silenti m'attendete (Macbeth, Streghe, Apparizioni) Scena II
  - Apparizioni Fuggi, regal fantasima (Macbeth, Streghe) Scena II
  - Coro e Ballabile Ondine e Silfidi (Streghe) Scena III
  - Scena Ove son io?... Svaniro!... (Macbeth, Lady) Scena IV
  - Duetto Ora di morte e di vendetta (Macbeth, Lady) Scena IV

### Atto IV
- 13 Introduzione
  - Coro Patria oppressa! il dolce nome (Profughi scozzesi) Scena I
- 14 Scena e Aria di Macduff
  - Scena O figli, o figli miei! (Macduff) Scena I
  - Aria Ah, la paterna mano (Macduff) Scena I
  - Tempo di mezzo Dove siam? che bosco è quello? (Malcolm, Macduff, Coro) Scena II
  - Cabaletta La patria tradita (Macduff, Malcolm, Coro) Scena II
- 15 Scena del sonnambulismo di Lady Macbeth
  - Recitativo Vegliammo invan due notti (Medico, Dama) Scena III-IV
  - Scena del sonnambulismo Una macchia è qui tuttora... (Lady, Dama, Medico) Scena IV
- 16 Scena, Battaglia e Finale
  - Scena Perfidi! All'anglo contro me v'unite! (Macbeth) Scena V
  - Aria Pietà, rispetto, amore (Macbeth) Scena V
  - Scena Ella è morta! (Dama, Macbeth, Coro) Scena VI-VII
  - Battaglia Via le fronde, e mano all'armi! (Malcolm, Soldati, Macduff) Scena VIII
  - Scena Carnefice de' figli miei, t'ho giunto (Macduff, Macbeth) Scena IX
  - Finale Vittoria! Vittoria! (Macduff, Malcolm, Soldati, Donne, Popolo) Scena X

## Incisioni discografiche
| Anno | Cast (Macbeth, Lady, Banco, Macduff)                                           | Direttore         | Etichetta                |
| ---- | ------------------------------------------------------------------------------ | ----------------- | ------------------------ |
| 1951 | Ivan Petrov, Astrid Varnay, Italo Tajo, Gino Penno                             | Vittorio Gui      | Great Opera Performances |
| 1952 | Enzo Mascherini, Maria Callas, Italo Tajo, Gino Penno                          | Victor de Sabata  | Great Opera Performances |
| 1959 | Leonard Warren, Leonie Rysanek, Jerome Hines, Carlo Bergonzi                   | Erich Leinsdorf   | RCA                      |
| 1964 | Giuseppe Taddei, Birgit Nilsson, Giovanni Foiani, Bruno Prevedi                | Thomas Schippers  | Decca                    |
| 1970 | Dietrich Fischer-Dieskau, Elena Souliotis, Nicolaj Ghiaurov, Luciano Pavarotti | Lamberto Gardelli | Decca                    |
| 1976 | Piero Cappuccilli, Shirley Verrett, Nicolaj Ghiaurov, Plácido Domingo          | Claudio Abbado    | Deutsche Grammophon      |
| 1976 | Sherrill Milnes, Fiorenza Cossotto, Ruggero Raimondi, José Carreras            | Riccardo Muti     | EMI                      |
| 1983 | Renato Bruson, Mara Zampieri, Robert Lloyd, Neil Shicoff                       | Giuseppe Sinopoli | Philips                  |
| 1986 | Leo Nucci, Shirley Verrett, Samuel Ramey, Veriano Luchetti                     | Riccardo Chailly  | Decca                    |

## DVD parziale
| Anno | Cast (Macbeth, Lady, Banco, Macduff)                             | Direttore         | Etichetta           |
| ---- | ---------------------------------------------------------------- | ----------------- | ------------------- |
| 1987 | Leo Nucci, Shirley Verrett, Samuel Ramey, Veriano Luchetti       | Riccardo Chailly  | Deutsche Grammophon |
|      | Renato Bruson, Mara Zampieri, James Morris, Dennis O'Neill       | Giuseppe Sinopoli | Arthaus             |
| 2001 | Thomas Hampson, Paoletta Marrocu, Roberto Scandiuzzi, Luis Lima  | Franz Welser-Möst | TDK                 |
| 2003 | Carlos Álvarez, Marija Hulehina, Roberto Scandiuzzi, Marco Berti | Bruno Campanella  | Opus Arte           |
| 2006 | Leo Nucci, Sylvie Valayre, Enrico Giuseppe Iori, Roberto Iuliano | Bruno Bartoletti  | TDK                 |
| 2014 | Željko Lučić, Anna Netrebko, René Pape, Joseph Calleja           | Fabio Luisi       | Deutsche Grammophon |